# Chavenay
Chavenay és un municipi francès, situat al departament d'Yvelines i a la regió de Illa de França. L'any 2007 tenia 1.840 habitants.
Forma part del cantó de Saint-Cyr-l'École, del districte de Saint-Germain-en-Laye i de la Comunitat de comunes Gally Mauldre.

## Demografia

### Població
El 2007 la població de fet de Chavenay era de 1.840 persones. Hi havia 606 famílies, de les quals 88 eren unipersonals (48 homes vivint sols i 40 dones vivint soles), 201 parelles sense fills, 269 parelles amb fills i 48 famílies monoparentals amb fills.
La població ha evolucionat segons el següent gràfic:
Habitants censats

### Habitatges
El 2007 hi havia 665 habitatges, 621 eren l'habitatge principal de la família, 11 eren segones residències i 33 estaven desocupats. 618 eren cases i 46 eren apartaments. Dels 621 habitatges principals, 541 estaven ocupats pels seus propietaris, 66 estaven llogats i ocupats pels llogaters i 14 estaven cedits a títol gratuït; 4 tenien una cambra, 32 en tenien dues, 43 en tenien tres, 63 en tenien quatre i 478 en tenien cinc o més. 546 habitatges disposaven pel capbaix d'una plaça de pàrquing. A 133 habitatges hi havia un automòbil i a 472 n'hi havia dos o més.

### Piràmide de població
La piràmide de població per edats i sexe el 2009 era:
| Homes | Edats   | Dones |
| ----- | ------- | ----- |
| 0     | 95 o +  | 4     |
| 0     | 90 a 94 | 4     |
| 8     | 85 a 89 | 8     |
| 8     | 80 a 84 | 4     |
| 8     | 75 a 79 | 4     |
| 16    | 70 a 74 | 24    |
| 52    | 65 a 69 | 44    |
| 60    | 60 a 64 | 44    |
| 40    | 55 a 59 | 44    |
| 96    | 50 a 54 | 108   |
| 76    | 45 a 49 | 52    |
| 92    | 40 a 44 | 88    |
| 40    | 35 a 39 | 60    |
| 52    | 30 a 34 | 56    |
| 32    | 25 a 29 | 16    |
| 48    | 20 a 24 | 40    |
| 92    | 15 a 19 | 76    |
| 60    | 10 a 14 | 64    |
| 76    | 5 a 9   | 80    |
| 52    | 0 a 4   | 56    |

## Economia
El 2007 la població en edat de treballar era de 1.163 persones, 765 eren actives i 398 eren inactives. De les 765 persones actives 703 estaven ocupades (404 homes i 299 dones) i 61 estaven aturades (29 homes i 32 dones). De les 398 persones inactives 80 estaven jubilades, 173 estaven estudiant i 145 estaven classificades com a «altres inactius».

### Ingressos
El 2009 a Chavenay hi havia 634 unitats fiscals que integraven 1.967,5 persones, la mediana anual d'ingressos fiscals per persona era de 37.647 €.

### Activitats econòmiques
Dels 162 establiments que hi havia el 2007, 3 eren d'empreses de fabricació d'altres productes industrials, 25 d'empreses de construcció, 32 d'empreses de comerç i reparació d'automòbils, 5 d'empreses de transport, 4 d'empreses d'hostatgeria i restauració, 11 d'empreses d'informació i comunicació, 5 d'empreses financeres, 12 d'empreses immobiliàries, 45 d'empreses de serveis, 12 d'entitats de l'administració pública i 8 d'empreses classificades com a «altres activitats de serveis».
Dels 31 establiments de servei als particulars que hi havia el 2009, 3 eren tallers de reparació d'automòbils i de material agrícola, 2 paletes, 3 guixaires pintors, 4 fusteries, 4 lampisteries, 2 electricistes, 3 empreses de construcció, 1 perruqueria, 1 restaurant, 7 agències immobiliàries i 1 saló de bellesa.
Dels 2 establiments comercials que hi havia el 2009, 1 era un hipermercat i 1 una botiga de més de 120 m².
L'any 2000 a Chavenay hi havia 7 explotacions agrícoles que ocupaven un total de 276 hectàrees.

## Equipaments sanitaris i escolars
L'únic equipament sanitari que hi havia el 2009 era una farmàcia.
El 2009 hi havia 1 escola maternal i 1 escola elemental.

## Poblacions més properes
El següent diagrama mostra les poblacions més properes.